# Campionati mondiali di badminton 1989
I campionati mondiali di badminton 1989 sono stati la sesta edizione dei campionati mondiali di badminton.
La competizione si è svolta dal 29 maggio al 4 giugno a Giacarta, in Indonesia.

## Medagliere
| Posiz. | Nazione       | Oro | Argento | Bronzo | Totale |
| ------ | ------------- | --- | ------- | ------ | ------ |
| 1      | Cina          | 4   | 2       | 4      | 10     |
| 2      | Corea del Sud | 1   | 1       | 0      | 2      |
| 3      | Indonesia     | 0   | 2       | 4      | 6      |
| 4      | Malaysia      | 0   | 0       | 1      | 1      |
| 4      | Svezia        | 0   | 0       | 1      | 1      |

## Podi
| Evento              | Oro                           | Argento                         | Bronzo                              |
| Singolare maschile  | Yang Yang                     | Ardy Wiranata                   | Icuk Sugiarto                       |
| Singolare maschile  | Yang Yang                     | Ardy Wiranata                   | Eddy Kurniawan                      |
| Singolare femminile | Li Lingwei                    | Huang Hua                       | Tang Jiuhong                        |
| Singolare femminile | Li Lingwei                    | Huang Hua                       | Sawendah Kusumawardani              |
| Doppio maschile     | Li Yongbo Tian Bingyi         | Chen Kang Chen Hongyong         | Razif Sidek Jalani Sidek            |
| Doppio maschile     | Li Yongbo Tian Bingyi         | Chen Kang Chen Hongyong         | Rudy Gunawan Eddy Hartono           |
| Doppio femminile    | Lin Ying Guan Weizhen         | Chung Myung-hee Hwang Hye-young | Maria Bengtsson Christine Magnusson |
| Doppio femminile    | Lin Ying Guan Weizhen         | Chung Myung-hee Hwang Hye-young | Sun Xiaoqing Zhou Lei               |
| Doppio misto        | Park Joo-bong Chung Myung-hee | Eddy Hartono Verawaty Fajrin    | Wu Chibing Yang Xinfang             |
| Doppio misto        | Park Joo-bong Chung Myung-hee | Eddy Hartono Verawaty Fajrin    | Wang Pengren Shi Fangjing           |